# Conepatus
Genre
Conepatus est un genre de mouffettes qui comprend cinq espèces.

## Liste des espèces
- Conepatus chinga (Molina, 1782) — Moufette de Gibson ou Moufette des Andes[1]
- Conepatus humboldtii Gray, 1837 — Mouffette de Patagonie
- Conepatus leuconotus (Liechtenstein, 1832) — Moufette orientale à nez de cochon
- Conepatus mesoleucus (Liechtenstein, 1832) — Moufette à nez de porc
- Conepatus semistriatus (Boddaert, 1785) — Moufette d'Amazonie